# Grand Staircase-Escalante National Monument
Das Grand Staircase-Escalante National Monument ist ein US-amerikanisches Naturschutzgebiet im Süden Utahs, vom Typ eines National Monuments. Es wurde im September 1996 durch Präsident Bill Clinton per Presidential Proclamation ausgerufen und wurde als erstes National Monument durch das Bureau of Land Management (BLM) verwaltet, eine Behörde unter dem Dach des US-Innenministeriums. Die Verwaltung erfolgt mit Unterstützung von Grand Staircase-Escalante Partners und  dem Grand Canyon Trust. Es gibt ein Programm für Volunteers (Freiwillige) zur Mitarbeit. Es gibt vier Visitor Centers für das National Monument, wobei alle außerhalb des Schutzgebietes liegen. 

## Geschichte
Am 4. Dezember 2017 ordnete Präsident Donald Trump mit einer Presidential Proclamation an, die Schutzfläche nahezu zu halbieren und das National Monument in drei nur teilweise zusammenhängende Teile (units) aufzulösen. Als Begründung gab er an, dass die ursprüngliche Grenzziehung nicht den Anforderungen der gesetzlichen Grundlage entsprochen hätte und wesentlich zu groß wäre. Die Reste des Grand Staircase-Escalante National Monument sollen in die drei Schutzgebiete Grand Staircase National Monument, Kaiparowits National Monument und Escalante Canyons National Monument aufgeteilt werden. Die Berechtigung zur Verkleinerung eines National Monuments durch einen Erlass des Präsidenten ist umstritten und wird gerichtlich geklärt werden. Ein Bundesgericht in Washington D.C. erließ im September 2018 eine einstweilige Anordnung, durch die die Flächenreduzierung vorläufig nicht wirksam wird. Das Bureau of Land Management wird darin verpflichtet, alle Eingriffe rechtzeitig vor Beginn den Klägern anzukündigen, so dass Rechtsschutzmöglichkeiten bleiben. In der Zeit der Verkleinerung des Monuments wurde es von motorisierten Fahrzeugen und Touristen überrannt, was bedeutende kulturelle Artefakte bedrohte.
An seinem ersten Tag im Amt unterzeichnete Präsident Joe Biden eine Executive Order, in der er eine Überprüfung der Reduzierung der Flächengröße der National Monuments Bears Ears und Grand Staircase-Escalante forderte. Die Bears Ears Inter-Tribal Coalition hat Biden nach der Wahl immer wieder aufgefordert, das Monument nicht nur in seiner ursprünglichen Größe wiederherzustellen, sondern es auf die 1,9 Millionen Acres zu erweitern, wie die Koalition schon Präsident Obama vorgeschlagen hatte. Anfang April 2021 besuchte die Innenministerin Deb Haaland persönlich das Gebiet.
Am 8. Oktober 2021 nahm Präsident Joe Biden mit einer Presidential Proclamation die Flächenreduzierung durch Trump zurück. Bestehende Genehmigungen oder Pachtverträge zur Beweidung mit Vieh bleiben bestehen. Sollten Weidegenehmigungen oder Pachtverträge von den bisherigen Inhabern freiwillig aufgegeben werden, so wird die Beweidung mit Vieh eingestellt. Das Grünfutter dieser Flächen darf nicht mehr genutzt werden, es sei denn, das BLM stellt ausdrücklich fest, dass eine solche Nutzung die Ziele der Presidential Proclamation fördert. Im größtmöglichen gesetzlich zulässigen Umfang und in Absprache mit den Indianerstämmen soll der Schutz heiliger Stätten und kultureller Güter und Stätten im Monument sichergestellt werden. Stammesmitgliedern wird Zugang gewährt für traditionelle kulturelle, spirituelle und gewohnheitsmäßige Zwecke in Übereinstimmung mit dem American Indian Religious Freedom Act und der Executive Order Indian Sacred Sites, einschließlich des Sammelns von Pflanzen für Medikamente, Beeren und anderen Pflanzen, Waldprodukten und Brennholz für den persönlichen, nicht kommerziellen Gebrauch.
Zwei Klagen, Garfield County v. Biden, eingereicht vom Staat Utah und zwei Bezirken Utahs, und Dalton v. Biden, eingereicht von einem Bergbauunternehmen und Erholungssuchenden, zielten darauf ab, die wieder bestätigten ursprünglichen Grenzen aufzuheben und den Antiquities Act anzugreifen. Die Indianer-Stämme beantragten, dem Verfahren beizutreten. Am 11. August 2023 wies der US-Bezirksrichter David Nuffer beide Klagen mit der Begründung ab, dass der Antiquities Act dem Präsidenten weitreichende Befugnisse zur Ausweisung von Nationalmonumenten einräumt und dass Gerichte diese Befugnisse nicht in Frage stellen können. Der Bundesstaat Utah und andere Parteien haben seither gegen die Abweisung Berufung eingelegt, aber in der 100-jährigen Geschichte des Antiquities Act war noch keine derartige Anfechtung erfolgreich. Der United States Court of Appeals for the Tenth Circuit verhandelte die Berufung seit September 2024.

## Geographie

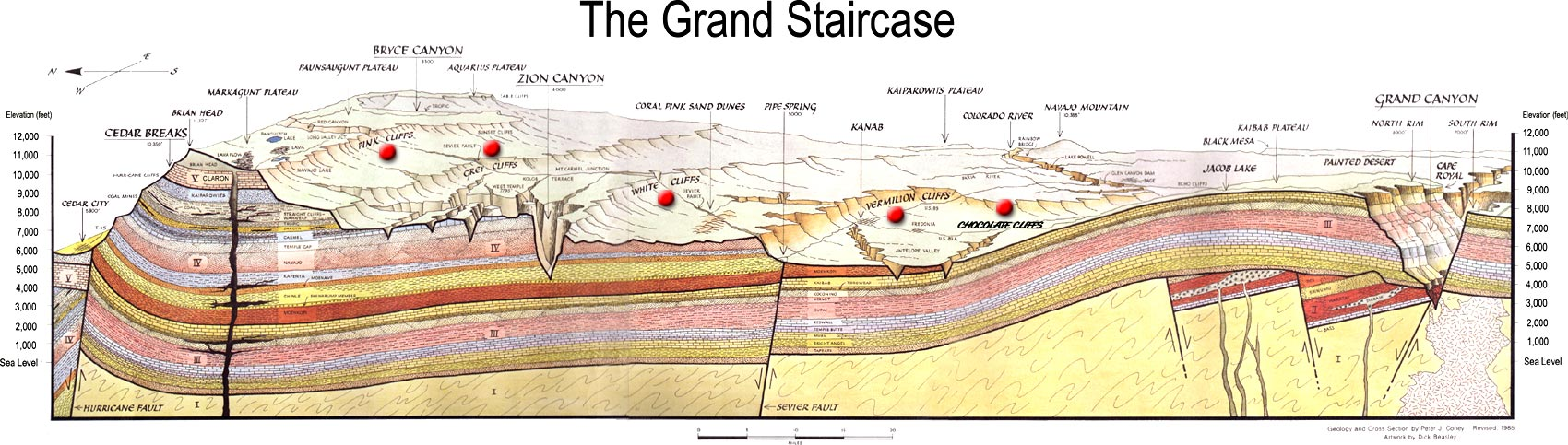
The Grand Staircase

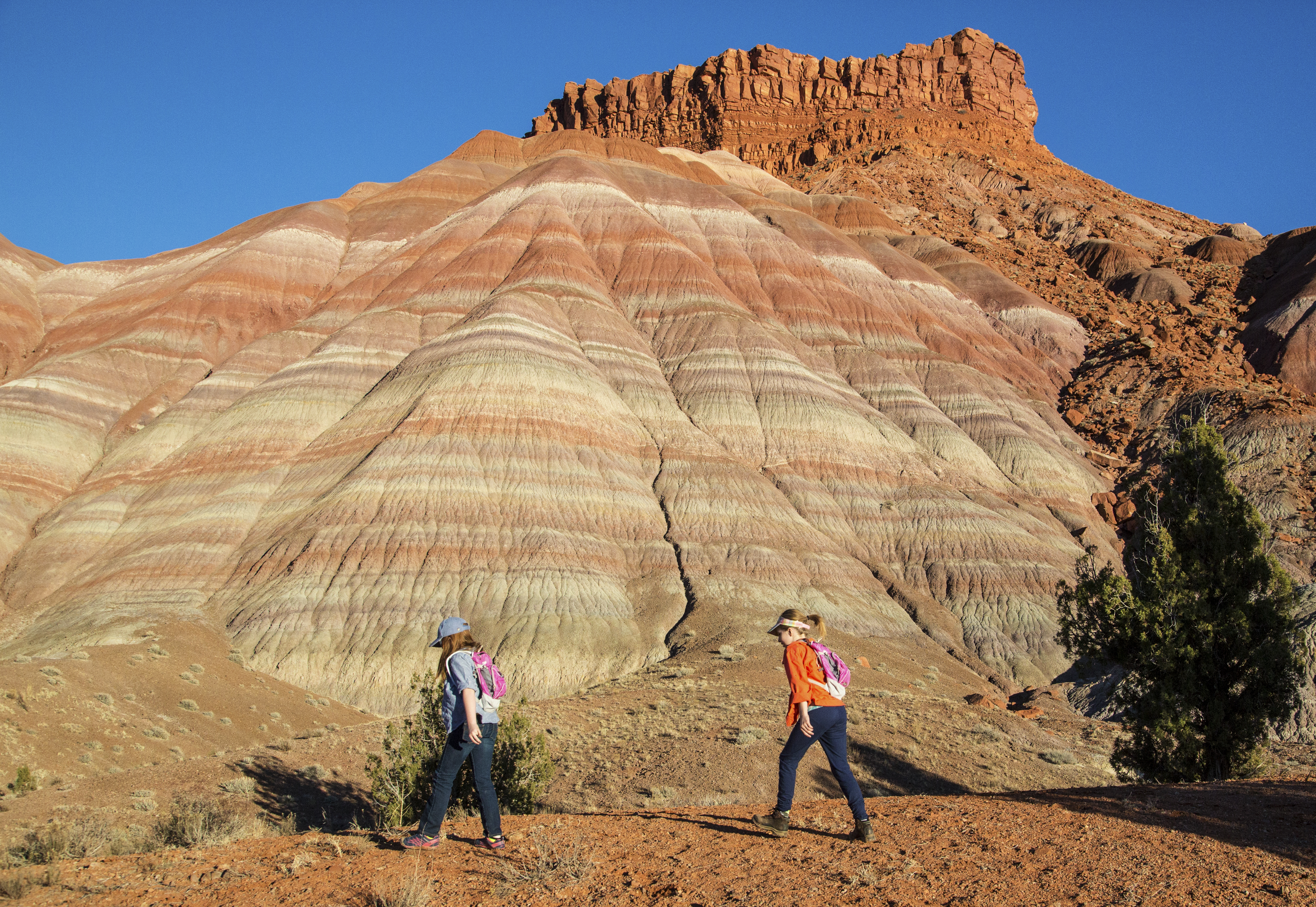
Gebänderte Felsformationen im Schutzgebiet

Das Naturschutzgebiet ist mit 7689 km² das derzeit größte seiner Art im Kernland der USA. Es liegt im Süden Utahs in einer der entlegensten Gegenden der USA, umgeben von den Nationalparks Bryce Canyon und Capitol Reef, der Glen Canyon National Recreation Area und dem Lake Powell sowie dem Dixie National Forest.
Das Monument besteht aus felsiger Landschaft und ist geologisch im Wesentlichen dreigeteilt. Im Westen liegt das Gebiet der „Grand Staircase“, einer Schichtstufenlandschaft, welche die nach Norden aufsteigende „Große Treppe“ bildet. Die Grand Staircase wird durch den Paria River durchschnitten, der zusammen mit seinen Zuflüssen die Landschaft vielfach durchtrennt. Weiter nach Osten schließt sich an die Grand Staircase das Kaiparowits-Plateau an, die trockenste und unwirtlichste Region des Monuments. Die Grenzlinie zwischen diesen beiden Teilen des Monuments wird durch einen Teil der markanten Formation des Cockscomb (Hahnenkamm) gebildet, einer Gebirgsfaltung, die sich von Nord nach Süd durch Utah zieht. Im Osten schließt sich an das Kaiparowits-Plateau die Gegend der Escalante Canyons an.
Das Grand Staircase-Escalante National Monument wird im Norden durch die Utah State Route 12 erschlossen. An dieser Straße liegen mit Boulder, Escalante sowie den Orten des Bryce Valley (unter anderem Tropic) zugleich die für den Tourismus wichtigsten Orte mit einer kleinen touristischen Infrastruktur. Am Südrand des Monuments bildet der U.S. Highway 89 eine weitere Zugangsmöglichkeit. Bis auf den ersten Abschnitt des Burr Trails im Nordosten des Monuments sind alle weiteren Straßen unbefestigt. Nach Regenfällen sind die meisten nicht asphaltierten Straßen selbst für Allradfahrzeuge eine Zeitlang unpassierbar.

## Natur und Schutz
Bestandsaufnahmen wirbelloser Tiere führten zur Identifizierung von mehr als 600 Bienenarten, von denen einige wahrscheinlich nirgendwo sonst auf der Erde vorkommen. Im Gebiet kommen Puma und Schwarzbär vor. 2021 legte Biden fest, dass es Untersuchungen und Wiederherstellungen von Lebensräumen für Amphibien, Säugetiere und Vogelarten geben soll. Ferner soll es zur Wiederansiedlung von Gabelbock und Dickhornschaf kommen. Es gibt eine hohe Anzahl endemischer Pflanzenarten. Grand Staircase-Escalante ist eine der floristisch reichsten Regionen im Intermountain West. Es weist 50 % der seltenen Flora Utahs und 125 Pflanzenarten, die nur in Utah oder auf dem Colorado-Plateau vorkommen. Auch eine Durchführung umfassender archäologischer Untersuchungen, bei denen wichtige Stätten und Felszeichnungen dokumentiert werden sollen, und die Durchführung sozialwissenschaftlicher Projekte im Zusammenhang mit den Erfahrungen und Auswirkungen von Besuchern, ist geplant.

## Tourismus

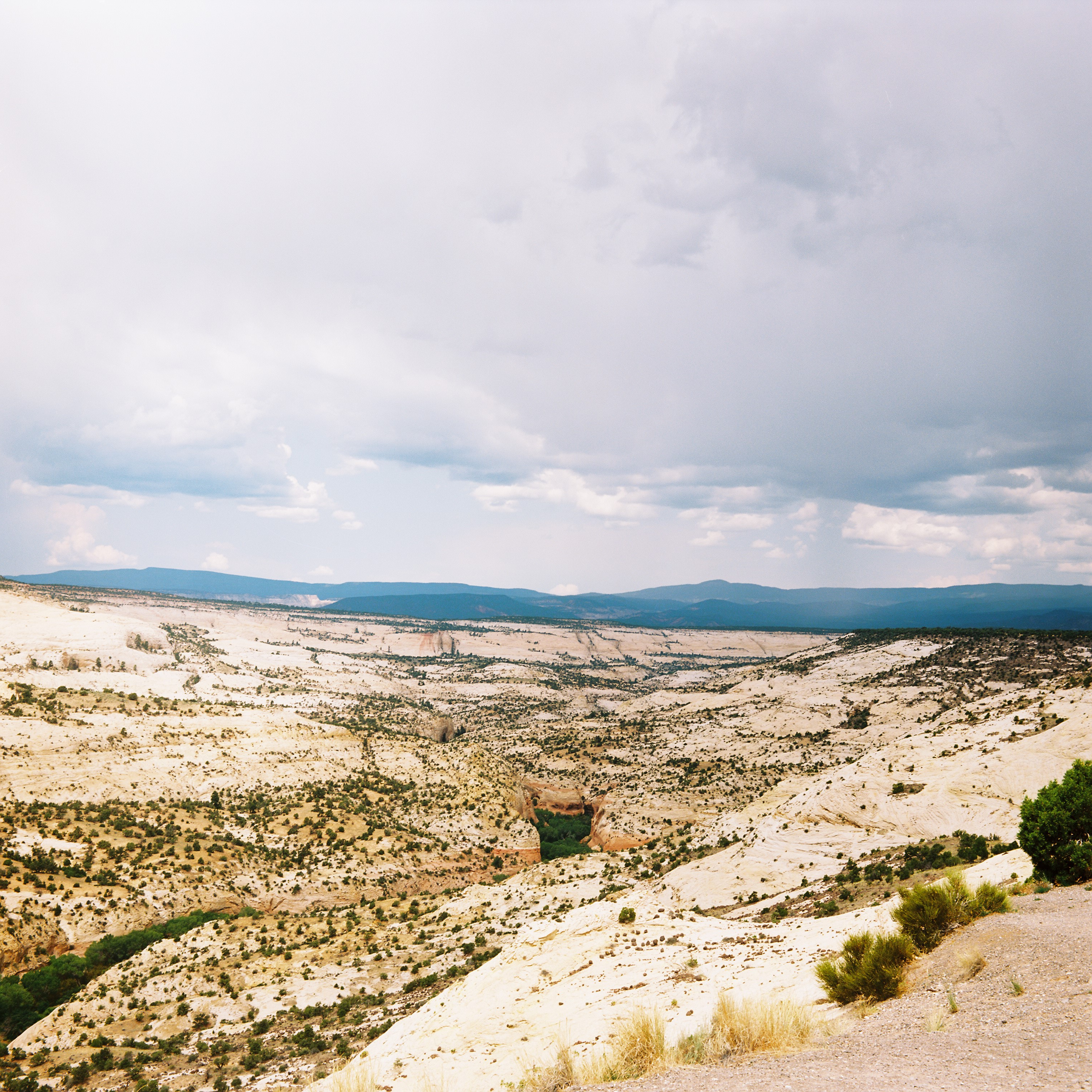
Grand Staircase-Escalante National Monument von der Staatsstraße 12

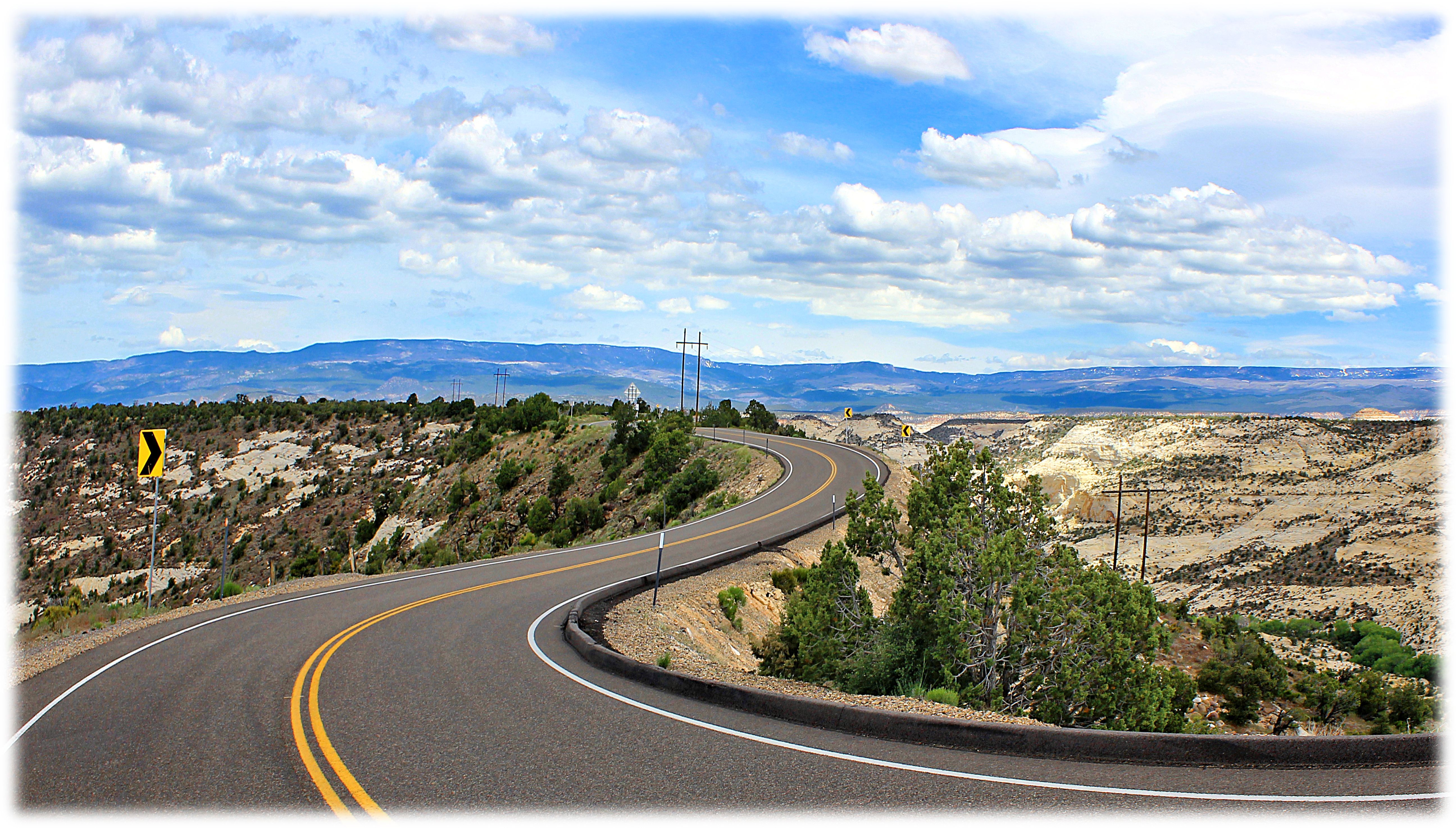
Die Utah-State-Route 12 durchquert das Grand Staircase-Escalante National Monument

Besucherzentren befinden sich in entlang des Highway 89 in Kanab, nahe der Abzweigung zur Houserock Valley Road etwa 40 Meilen östlich von Kanab und in Big Water. An der State Route 12 gibt es drei Besucherzentren: im Red-Canyon-Gebiet sowie in Cannonville und Escalante.
Der einzige markierte Wanderweg des Monuments hat seinen Ausgangspunkt an der State Route 12 zwischen Boulder und Escalante. Er führt durch den Calf Creek Canyon und zu den Lower Calf Creek Falls. Die übrigen Wanderwege sind größtenteils nicht ausgebaut und führen teilweise durch Slot Canyons.